# Austria's Next Topmodel (mùa 5)
Mùa thứ năm của chương trình truyền hình thực tế Austria's Next Topmodel được dựa trên America's Next Top Model của Tyra Banks. Sau khi thay đổi toàn bộ ban giám khảo, siêu mẫu quốc tế người Áo Melanie Scheriau đã trở thành host mới và đã tham gia cùng với người mẫu và cựu người mẫu cho Karl Lagerfeld - Carmen Kreuzer, người cũng là giám đốc phụ trách casting cho mùa, và Rolf Scheider, người đã từng là giám khảo trong suốt mùa thứ ba và thứ tư của Germany's Next Topmodel.
Chương trình bắt đầu vào ngày 3 tháng 1 năm 2013 với xếp hạng thấp nhất trong buổi ra mắt cho lịch sử của chương trình. Khác biệt với những năm khác, quá trình casting không có trong tập đầu. Thay vào đó, 20 thí sinh bán kết đã đến một căn cứ quân sự ở Hurghada và top 15 chung cuộc đã được chọn trong tập đầu tiên.
Người chiến thắng là Gréta Uszkai, 18 tuổi từ Vienna. Cô giành được các phần thưởng là:
- 1 hợp đồng người mẫu với Wiener Models
- Lên ảnh bìa tạp chí Woman
- Trở thành gương mặt mới cho Hervis
- 1 chuyến đi cho 2 người tới nước ngoài tài trợ bởi AIDA Cruises
- 1 chiếc Seat Leon

## Các thí sinh
(Tuổi tính từ ngày dự thi)
| Thí sinh               | Tuổi | Chiều cao               | Quê quán      | Bị loại ở | Hạng               |
| ---------------------- | ---- | ----------------------- | ------------- | --------- | ------------------ |
| Charlotte Rothpletz    | 23   | 1,70 m (5 ft 7 in)      | Fribourg      | Tập 2     | 15                 |
| Nadja Sejranic         | 20   | 1,74 m (5 ft 8+1⁄2 in)  | Vienna        | Tập 3     | 14                 |
| Tatjana Catic          | 21   | 1,73 m (5 ft 8 in)      | Upper Austria | Tập 4     | 13 (dừng cuộc thi) |
| Sabrina Kastner        | 23   | 1,73 m (5 ft 8 in)      | Vienna        | Tập 4     | 12                 |
| Iris Mann              | 20   | 1,78 m (5 ft 10 in)     | Carinthia     | Tập 5     | 11                 |
| Sina Lisa Petru        | 18   | 1,77 m (5 ft 9+1⁄2 in)  | Vienna        | Tập 5     | 10                 |
| Sabrina-Nathalie Reitz | 22   | 1,75 m (5 ft 9 in)      | Graz          | Tập 6     | 9                  |
| Luca Stemer            | 24   | 1,82 m (5 ft 11+1⁄2 in) | Vienna        | Tập 7     | 8                  |
| Vanessa Rolke          | 26   | 1,77 m (5 ft 9+1⁄2 in)  | Vienna        | Tập 8     | 7                  |
| Isabelle Postl         | 23   | 1,77 m (5 ft 9+1⁄2 in)  | Lower Austria | Tập 9     | 6–5                |
| Charlotte Aichhorn     | 21   | 1,78 m (5 ft 10 in)     | Vienna        | Tập 9     | 6–5                |
| Stefanie Wedam         | 20   | 1,81 m (5 ft 11+1⁄2 in) | Styria        | Tập 10    | 4                  |
| Aleksandra Stankovic   | 20   | 1,77 m (5 ft 9+1⁄2 in)  | Vienna        | Tập 10    | 3                  |
| Katrin Krinner         | 18   | 1,80 m (5 ft 11 in)     | Upper Austria | Tập 10    | 2                  |
| Greta Uszkai           | 18   | 1,78 m (5 ft 10 in)     | Vienna        | Tập 10    | 1                  |

## Thứ tự gọi tên
| 1  | Vanessa      | Sabrina      | Iris         | Sina         | Aleksandra   | Stefanie     | Isabelle     | Stefanie     | Aleksandra   | Greta        | Katrin     | Greta      | Greta  |  |  |  |  |  |  |  |  |  |  |  |
| 2  | Charlotte A. | Katrin       | Isabelle     | Stefanie     | Katrin       | Isabelle     | Charlotte A. | Greta        | Stefanie     | Katrin       | Aleksandra | Katrin     | Katrin |  |  |  |  |  |  |  |  |  |  |  |
| 3  | Katrin       | Tatjana      | Stefanie     | Iris         | Charlotte A. | Sabrina-N.   | Vanessa      | Katrin       | Greta        | Aleksandra   | Greta      | Aleksandra |        |  |  |  |  |  |  |  |  |  |  |  |
| 4  | Iris         | Sabrina-N.   | Greta        | Charlotte A. | Isabelle     | Katrin       | Greta        | Aleksandra   | Isabelle     | Stefanie     | Stefanie   |            |        |  |  |  |  |  |  |  |  |  |  |  |
| 5  | Sabrina-N.   | Vanessa      | Sabrina-N.   | Isabelle     | Sabrina-N.   | Charlotte A. | Stefanie     | Charlotte A. | Charlotte A. | Charlotte A. |            |            |        |  |  |  |  |  |  |  |  |  |  |  |
| 6  | Stefanie     | Aleksandra   | Charlotte A. | Vanessa      | Vanessa      | Aleksandra   | Katrin       | Isabelle     | Katrin       | Isabelle     |            |            |        |  |  |  |  |  |  |  |  |  |  |  |
| 7  | Sabrina      | Sina         | Vanessa      | Aleksandra   | Luca         | Luca         | Aleksandra   | Vanessa      | Vanessa      |              |            |            |        |  |  |  |  |  |  |  |  |  |  |  |
| 8  | Charlotte R. | Greta        | Luca         | Sabrina-N.   | Sina         | Vanessa      | Luca         | Luca         |              |              |            |            |        |  |  |  |  |  |  |  |  |  |  |  |
| 9  | Greta        | Nadja        | Katrin       | Greta        | Stefanie     | Greta        | Sabrina-N.   |              |              |              |            |            |        |  |  |  |  |  |  |  |  |  |  |  |
| 10 | Aleksandra   | Stefanie     | Tatjana      | Luca         | Greta        | Sina         |              |              |              |              |            |            |        |  |  |  |  |  |  |  |  |  |  |  |
| 11 | Nadja        | Iris         | Sina         | Katrin       | Iris         |              |              |              |              |              |            |            |        |  |  |  |  |  |  |  |  |  |  |  |
| 12 | Isabelle     | Luca         | Sabrina      | Sabrina      |              |              |              |              |              |              |            |            |        |  |  |  |  |  |  |  |  |  |  |  |
| 13 | Tatjana      | Isabelle     | Aleksandra   | Tatjana      |              |              |              |              |              |              |            |            |        |  |  |  |  |  |  |  |  |  |  |  |
| 14 | Sina         | Charlotte A. | Nadja        |              |              |              |              |              |              |              |            |            |        |  |  |  |  |  |  |  |  |  |  |  |
| 15 | Luca         | Charlotte R. |              |              |              |              |              |              |              |              |            |            |        |  |  |  |  |  |  |  |  |  |  |  |

     Thí sinh bị loại trước phòng đánh giá
     Thí sinh được miễn loại
     Thí sinh bị loại
     Thí sinh dừng cuộc thi
     Thí sinh chiến thắng cuộc thi

### Buổi chụp hình
Buổi chụp ảnh của các tập 1, 3, 4, 5, 6, 7 & 8 là được dựa trên ảnh quảng cáo có thật
- Tập 1: Áo tắm cho H&M ở bãi biển Hurghada (dựa theo ảnh quảng cáo áo tắm của H&M)
- Tập 2: Dân du mục với lạc đà
- Tập 3: Khỏa thân và bị sơn bao phủ màu vàng (dựa theo ảnh quảng cáo cho nước uống Rich Prosecco của Paris Hilton)
- Tập 4: Khỏa thân phần trên và bị kéo lên bởi người mẫu nam (dựa theo ảnh quảng cáo cho Louis Vuitton của Marc Jacobs & Naomi Campbell)
- Tập 5: Tạo dáng với túi xách theo cặp (dựa theo ảnh quảng cáo bộ sưu tập túi xách năm 2012 của Jimmy Choo)
- Tập 6: Tạo dáng dưới nước (dựa theo ảnh quảng cáo cho nước uống Vöslauer's)
- Tập 7: Tạo dáng trên bàn quán bar trong túi xách với 1 chân hướng lên (dựa theo ảnh quảng cáo cho Louis Vuitton của Madonna)
- Tập 8: Khỏa thân phần trên trong quần jeans với người mẫu nam (dựa theo ảnh quảng cáo cho Calvin Klein)
- Tập 9: Ảnh bìa tạp chí Woman
- Tập 10: Khỏa thân trong bồn tắm với lá mùa thu; Áo tắm ở bãi biển